# Савченко Дмитро Петрович
Дмитро́ Петро́вич Са́вченко (нар. 27 липня 1982, Київ) — український видавець, письменник, публіцист, філософ, військовий, києвознавець. Політв'язень справи «вибуху на Троєщинському ринку».
Засновник видавництва «Залізний тато».

## Життєпис
Дмитро Савченко народився 27 липня 1982 року в Києві. У 2004 році закінчив філософський факультет Київського національного університету імені Тараса Шевченка. 
З 1990-их років активний учасник націоналістичного руху. Учасник довгострокової політичної акції «Україна без Кучми» – УБК. До 2004 року активно працював над правим самвидавом. Брав участь в археологічних розкопках і відновлювальних роботах Гнилицького катакомбного комплексу.

### Ув'язнення
Літо 2004 року ознаменувалося серією гучних вибухів та розбірками між власниками Троєщинського ринку. Спочатку в липні 2004 в центрі міста вибухнув джип одного з двох співвласників ринку, людських жертв не було. 
20 серпня того року пролунав новий вибух на ринку Троєщина, вибуховий пристрій, закладений у смітник, забрав життя однієї людини. Після першого вибуху на ринку почались пошуки винних. Затримали Олександра Пастуха, Сергія Значко, Тараса Швиденка та Дмитра Савченка. Сам Савченко своєї провини не визнав.
Справа тривала майже рік, 16 серпня 2005 року Апеляційний суд Києва виніс вирок у 14 років позбавлення волі чотирьом обвинувачуваним за статтею «Тероризм». Націоналістичні та деякі патріотичні організації назвали цю справу політичною, оскільки основними доказами на суді були екземпляри націоналістичних видань, знайдені в помешканнях обвинувачуваних, і погляди на життя, які за версією суду сповідували обвинувачувані.

### Звільнення
Невдовзі після подій Революції гідності, 6 березня, Савченка достроково звільнили з в’язниці. Після звільнення працював радіоведучим і брав участь у війні на сході України у складі ДУК ПС. З 2014 року речник «Правого сектору».

### Видавнича діяльність
Наприкінці 2016 року заснував видавництво «Залізний тато». Сам Дмитро Савченко називає своє видавництво лабораторією екстремальної літератури і вважає, що книжки «Залізного тата» мають тримати читача у стані інтелектуального дискомфорту. Видавництво займається випуском «провокативних» книг.

### Творчий доробок

#### Книжки
Дмитро Савченко «Транскрипції вражень», 2008.
«Бліцкриг футуризму. Літературна експансія» у співавторстві, 2012.
Дмитро Савченко «Маятник революції». – 2014.
Дмитро Савченко «Київ Хунта Сіті». – Чернівці: БУКРЕК, 2015.
Дмитро Савченко «Zаколот», 2016.
Дмитро Савченко («Філософ») «ВОВКИ ДА ВІНЧІ. Cтисла історія становлення та ідейна навігація 1-го Окремого Штурмового Батальйону». — Київ: Видавництво «Залізний тато», 2023. 

### Війна
У 2020-2022 роках перебував на фронті в складі 1-шої окремої штурмової роти ДУК ПС під командуванням Дмитра Коцюбайла «Да Вінчі».
В ході російського вторгнення в 2022 році, брав участь в боях за Авдіївку, на Лисичанському напрямку, в 2022-2023 роках брав участь в боях за Бахмут в складі підрозділу «Вовки Да Вінчі».
Старший лейтенант, заступник начальника штабу 1-го окремого штурмового батальйону «Да Вінчі». Автор айдентики батальйону, а також назви, титрування та тексту Статуту почесної нагороди підрозділу «Хрест Да Вінчі».

## Сім'я
Має двох доньок:
- Милослава (нар. 2012)
- Іларія (нар. 2016)